# Otto von Garnier (General, 1859)

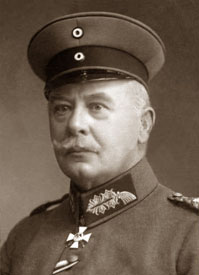
Otto von Garnier

Otto Wladislaus Eduard Konstantin von Garnier (* 1. Mai 1859 in Neustadt in Oberschlesien; † 17. Juni 1947 in Baden-Baden) war ein preußischer General der Kavallerie im Ersten Weltkrieg.

## Leben

### Herkunft
Otto war der Sohn des späteren preußischen Generalleutnants Otto von Garnier (1830–1908) und dessen Ehefrau Agnes, geborene von Mitzlaff (1837–1914).

### Militärkarriere
Garnier trat am 1. Oktober 1876 als Fahnenjunker in das 2. Schlesische Husaren-Regiment Nr. 6 der Preußischen Armee ein und avancierte Mitte Februar 1878 zum Sekondeleutnant. Von Oktober 1882 bis Juli 1885 absolvierte er die Kriegsakademie. Darauf folgte am 3. Juli 1886 seine Beförderung zum Premierleutnant. Nach knapp zwei Jahren kommandierte man Garnier in den Großen Generalstab nach Berlin und versetzte ihn unter gleichzeitiger Beförderung zum Rittmeister am 30. Januar 1891 dorthin. Bald darauf kam Garnier am 7. Februar nach Karlsruhe in den Generalstab des XIV. Armee-Korps. Hier versah er bis zum 16. Oktober 1893 Dienst, um anschließend für zwei Jahre als Eskadronchef im Ulanen-Regiment „Kaiser Alexander III. von Rußland“ (Westpreußisches) Nr. 1 zu fungieren. Danach schloss sich eine abermalige Versetzung in den Großen Generalstab an. Garnier war ab Ende Mai 1896 Erster Generalstabsoffizier im Generalstab der 14. Division und wurde als solcher am 22. März 1897 zum Major befördert. Am 3. Juli 1899 folgte eine weitere Versetzung in den Großen Generalstab, verbunden mit der direkten Kommandierung zum Generalstab der IV. Armee-Inspektion. Hier wurde Garnier am 11. September 1903 zum Oberstleutnant befördert und am 1. Oktober 1903 zum Kommandeur des 2. Garde-Ulanen-Regiments ernannt. Als Oberst (seit 21. Mai 1906) trat er kurz darauf am 13. September 1906 seine neue Stellung als Chef des Generalstabs des VI. Armee-Korps an. Nach mehr als zwei Jahren ernannte man Garnier darauf zum Kommandeur der 11. Kavallerie-Brigade in Breslau. In dieser Funktion folgte am 17. Mai 1910 die Beförderung zum Generalmajor sowie am 18. Februar 1913 zum Generalleutnant. Zeitgleich mit diesem Datum wurde Garnier Inspekteur der 2. Kavallerie-Inspektion in Stettin.
Mit Ausbruch des Ersten Weltkriegs übernahm Garnier als Kommandeur die 4. Kavallerie-Division, mit der er im Verband mit dem Höheren Kavallerie-Kommando Nr. 2 in das neutrale Belgien einmarschierte und sich an der Belagerung sowie der Eroberung der Festung Lüttich beteiligte. Nach dem Fall der Stadt kämpfte die Division an den Schlachten an der Somme und bei Arras sowie südlich von Ypern in Frankreich, bevor der Verband im November 1914 an die Ostfront verlegt wurde. Dort wurde Garnier bei Abwehrkämpfen gegen die Russische Armee am 21. November 1914 bei Ciechanów schwer verwundet. Nach Lazarettaufenthalt und Gesundung setzte man Garnier als Höheren Kavallerie-Kommandeur Nr. 6 bei der 10. Armee im Osten ein. Als solcher konnte er sich in der Njemen- sowie der anschließenden Schlacht um Wilna bewähren. Im Anschluss daran übernahm Garnier einen Frontabschnitt der 10. Armee.
Am 3. September 1916 wurde Garnier dann mit der Führung des V. Reserve-Korps an der Westfront beauftragt. Zunächst kämpfte das Korps in der Champagne, dann in der Schlacht an der Somme. Für seine Verdienste zeichnete ihn Wilhelm II. persönlich mit dem Orden Pour le Mérite aus. Garnier erhielt am 27. August 1917 die Ernennung zum Kommandierenden General des VII. Reserve-Korps, das vor Reims lag.
Unter Beförderung zum General der Kavallerie wurde Garnier am 3. Dezember 1917 auf sein Gesuch hin zu den Offizieren von der Armee überführt und am 10. März 1918 zur Disposition gestellt. Anlässlich seiner Verabschiedung erhielt er den Roten Adlerorden I. Klasse mit Eichenlaub und Schwertern.
Der Armeemarsch I, 91 der Armeemarschsammlung trägt nach ihm den Namen „Grenadiermarsch von Egon von Garnier“.

### Familie
Garnier hatte sich am 26. März 1886 mit Antonie von Choltitz (* 1864) verheiratet. Aus der Ehe gingen die Töchter Hildegard (* 1887), Dorothea (* 1889) und Antonie (* 1891) hervor. Die Familie lebte lange im Seebad Heringsdorf.

## Auszeichnungen
- Kronenorden II. Klasse mit Stern[2]
- Preußisches Dienstauszeichnungskreuz[2]
- Ritterkreuz I. Klasse des Ordens vom Zähringer Löwen[2]
- Offizierskreuz des Bayerischen Militärverdienstordens[2]
- Ehrengroßkreuz des Oldenburgischen Haus- und Verdienstordens des Herzogs Peter Friedrich Ludwig[2]
- Reußisches Ehrenkreuz II. Klasse[2]
- Komtur II. Klasse des Albrechts-Ordens[2]
- Lippischer Hausorden III. Klasse[2]
- Ehrenkreuz des Ordens der Württembergischen Krone[2]
- Komtur des Ordens von Oranien-Nassau[2]
- Sankt-Stanislaus-Orden II. Klasse[2]
- Spanischer Militär-Verdienstorden II. Klasse[2]
- Eisernes Kreuz (1914) II. und I. Klasse
- Ritterkreuz des Königlichen Hausordens von Hohenzollern mit Schwertern